# Lista de arranha-céus da Venezuela

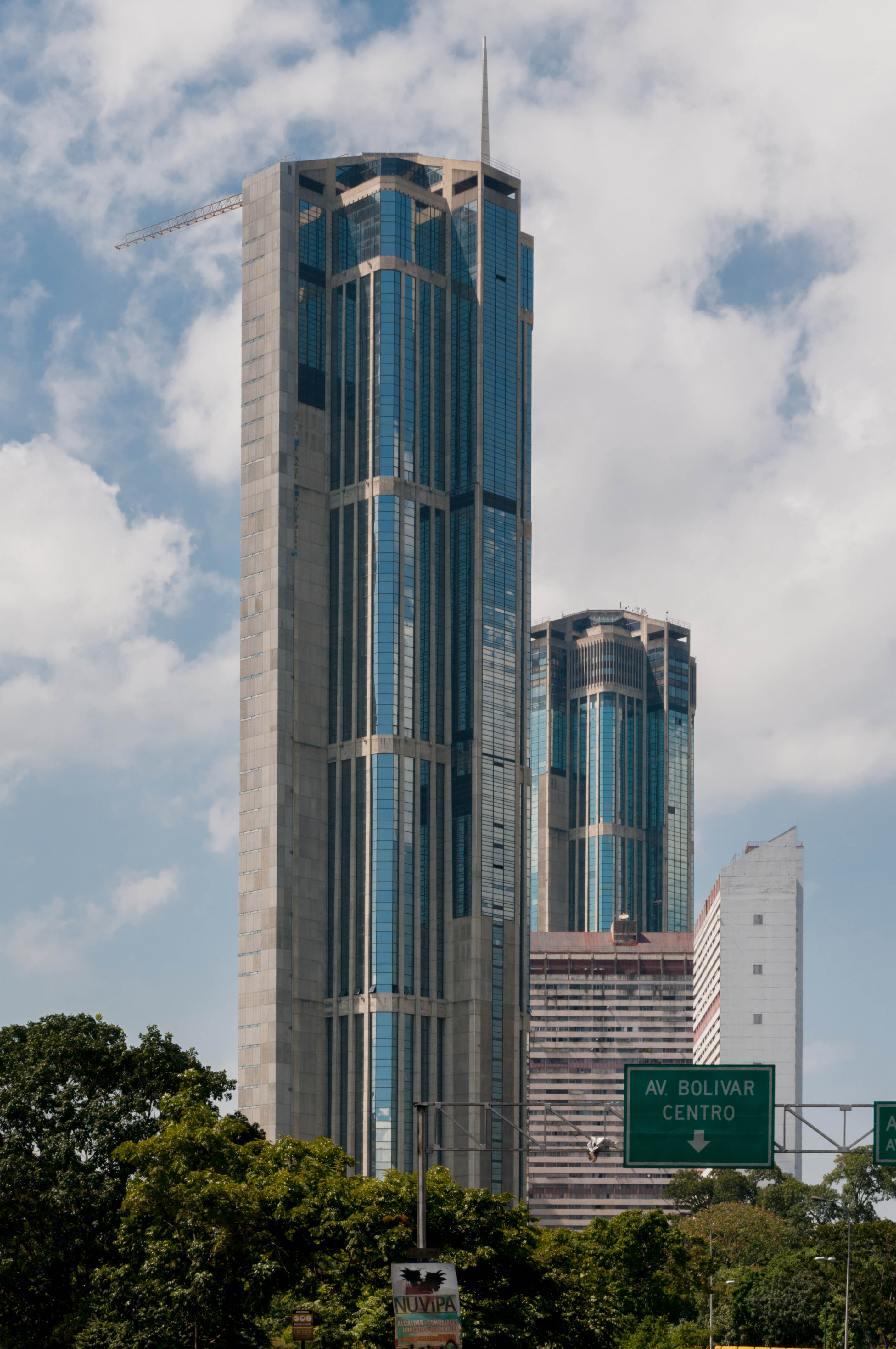
Parque Central Torre, Caracas.

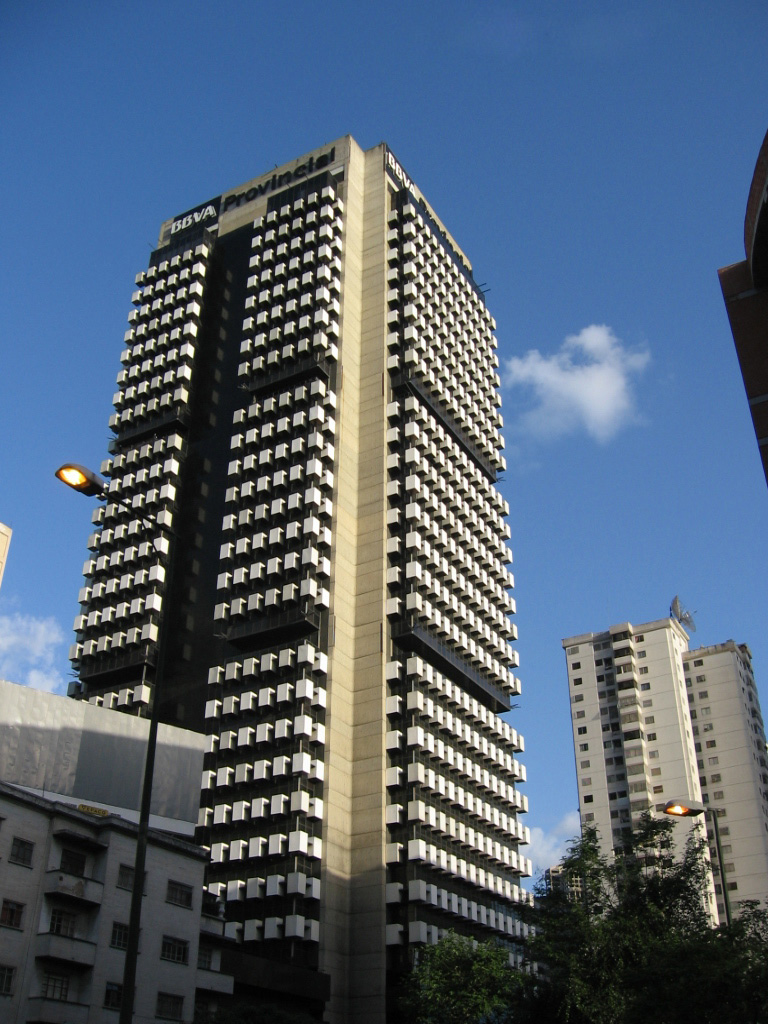
6. Torre Provincial, Caracas.

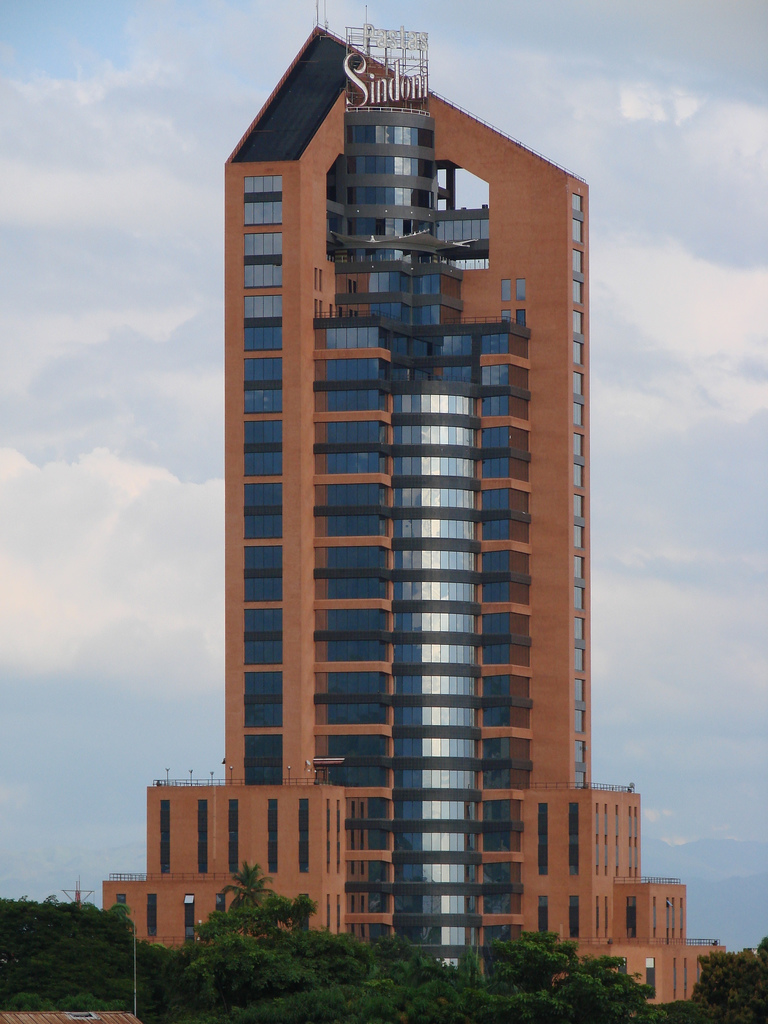
18. Torre Sindoni, Maracay.

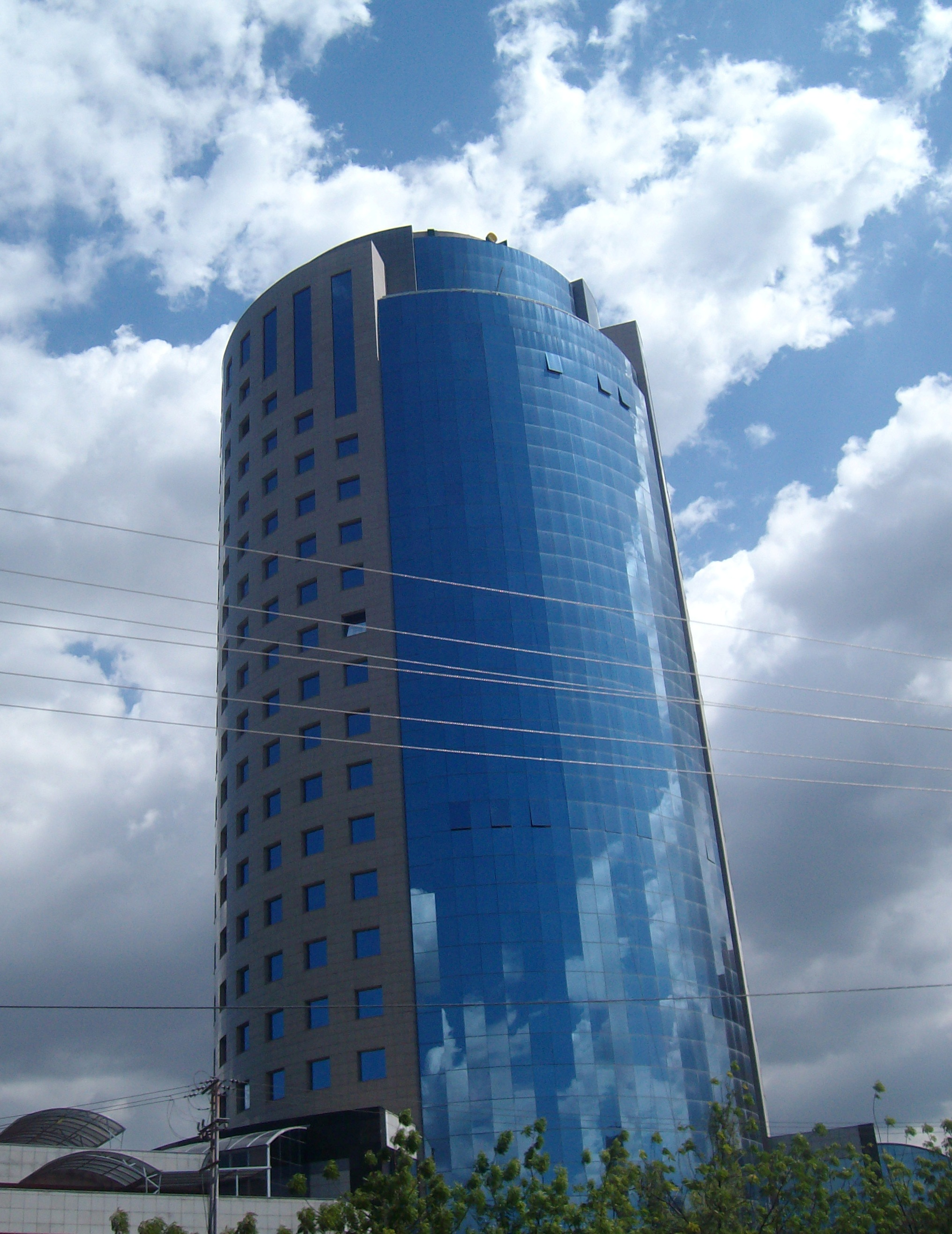
54. Torre BOD, Valencia.

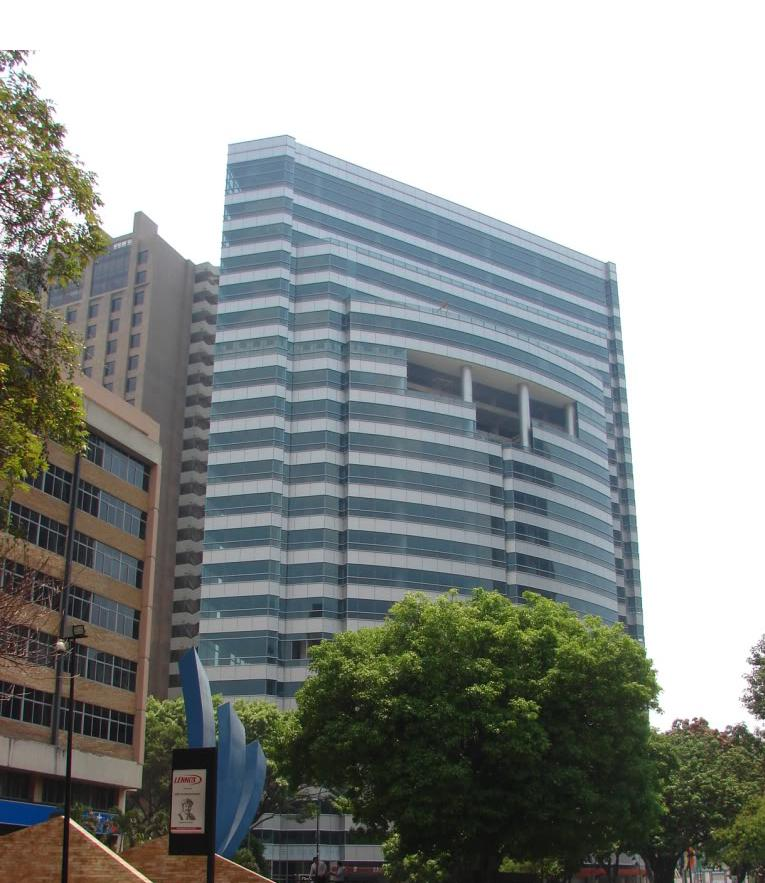
44. Torre Digitel, Caracas.

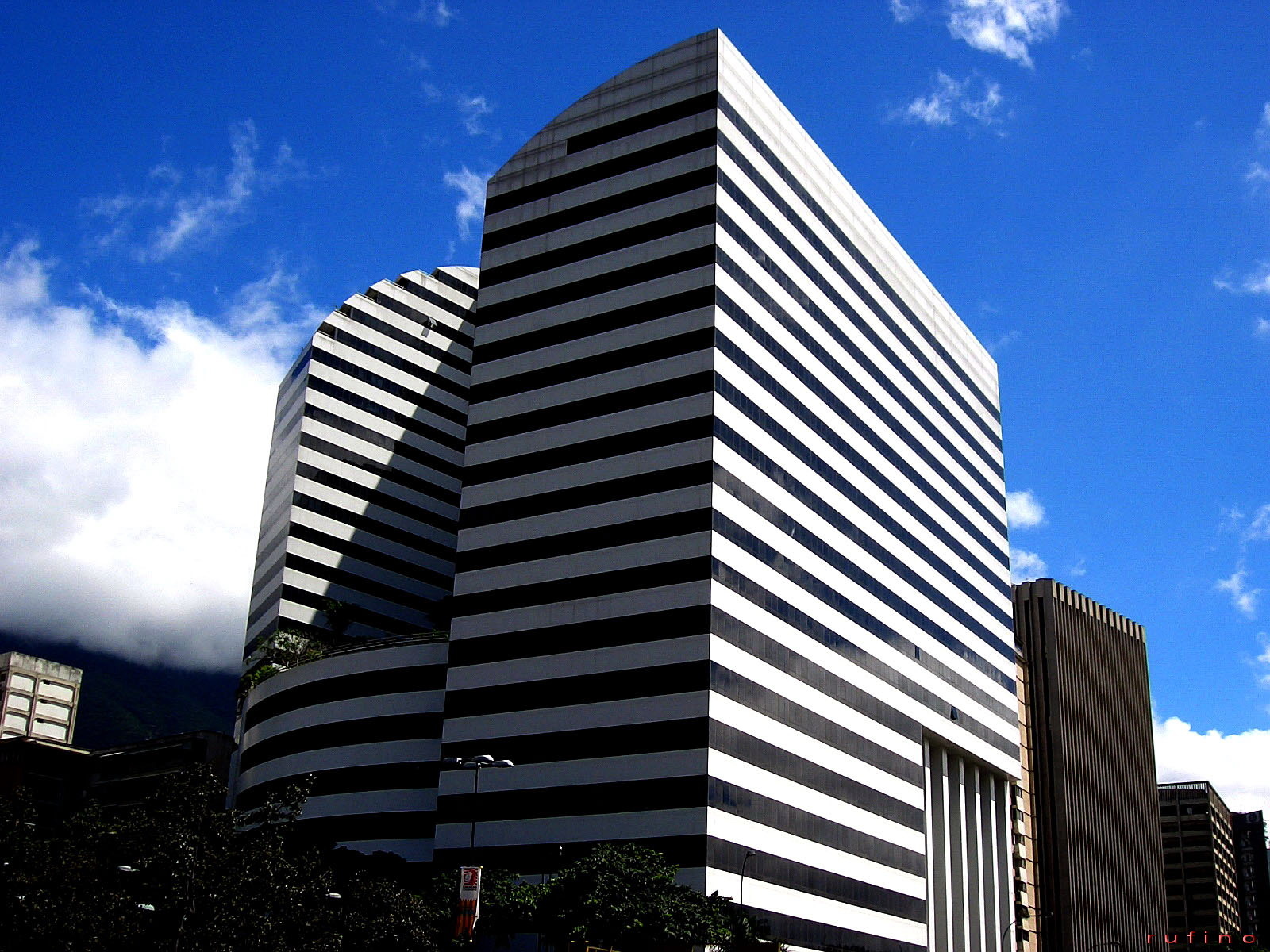
26. Hotel Caracas Palace, Caracas.

## Lista dos maiores arranha-céus da Venezuela
| Lugar | Edifício                       | Cidade         | Coordenadas                  | Altura  | Pavimentos | Conclusão |
| ----- | ------------------------------ | -------------- | ---------------------------- | ------- | ---------- | --------- |
| 1     | Torres Oeste de Parque Central | Caracas        | 10° 29′ 57″ N, 66° 54′ 06″ O | 225 m   | 64         | 1979      |
| 2     | Torres Este de Parque Central  | Caracas        | 10° 29′ 53″ N, 66° 53′ 58″ O | 225 m   | 64         | 1983      |
| 3     | Centro Financiero Confinanzas  | Caracas        | 10° 30′ 20″ N, 66° 53′ 56″ O | 190 m   | 45         | 1994      |
| 4     | Torre Mercantil                | Caracas        | 10° 30′ 20″ N, 66° 53′ 58″ O | 179 m   | 40         | 1984      |
| 5     | Torre BBVA Banco Provincial    | Caracas        | 10° 30′ 16″ N, 66° 54′ 00″ O | 159 m   | 40         | 1984      |
| 6     | Centro Financiero Latino       | Caracas        | 10° 30′ 25″ N, 66° 54′ 29″ O | 153 m   | 32         | 1978      |
| 7     | Hotel Alba Caracas             | Caracas        | 10° 29′ 59″ N, 66° 53′ 58″ O | 130 m   | 36         | 1969      |
| 8     | Torre Sindoni                  | Maracay        | 10° 14′ 55″ N, 67° 35′ 24″ O | 125 m   | 34         | 1999      |
| 9     | Edificio Citibank              | Caracas        | 10° 29′ 32″ N, 66° 52′ 37″ O | 125 m   | 29         | 1999      |
| 10    | Torre Movilnet                 | Caracas        | 10° 29′ 28″ N, 66° 52′ 39″ O | 125 m   | 28         | 1999      |
| 11    | Torre CorpBanca                | Caracas        | 10° 29′ 54″ N, 66° 51′ 08″ O | 124 m   | 30         | 1966      |
| 12    | Torre Polar 2                  | Caracas        | 10° 29′ 52″ N, 66° 53′ 11″ O | 121,9 m | 26         | 1995      |
| 13    | Torre Humboldt                 | Caracas        | 10° 27′ 08″ N, 66° 52′ 16″ O | 120,1 m | 26         | 1988      |
| 14    | Residencias San Martín         | Caracas        | 10° 29′ 56″ N, 66° 54′ 03″ O | 120 m   | 44         | 1972      |
| 15    | Residencias Mohedano           | Caracas        | 10° 29′ 52″ N, 66° 54′ 01″ O | 120 m   | 44         | 1972      |
| 16    | Residencias Tajamar            | Caracas        | 10° 29′ 54″ N, 66° 54′ 07″ O | 120 m   | 44         | 1972      |
| 17    | Residencias El Tejar           | Caracas        | 10° 29′ 53″ N, 66° 54′ 03″ O | 120 m   | 44         | 1972      |
| 18    | Residencias Catuche            | Caracas        | 10° 29′ 54″ N, 66° 54′ 09″ O | 120 m   | 44         | 1972      |
| 19    | Residencias Caroata            | Caracas        | 10° 29′ 54″ N, 66° 54′ 11″ O | 120 m   | 44         | 1972      |
| 20    | Residencias Tacagua            | Caracas        | 10° 29′ 57″ N, 66° 54′ 10″ O | 120 m   | 44         | 1972      |
| 21    | Gran Meliá Caracas             | Caracas        | 10° 29′ 32″ N, 66° 52′ 40″ O | 120 m   | 27         | 1998      |
| 22    | Torre Banco Plaza              | Caracas        | 10° 29′ 37″ N, 66° 52′ 40″ O | 118,9 m | 24         | 2002      |
| 23    | Hotel Caracas Palace           | Caracas        | 10° 29′ 46″ N, 66° 50′ 53″ O | 118 m   | 32         | 1998      |
| 24    | Torre Previsora                | Caracas        | 10° 29′ 47″ N, 66° 52′ 52″ O | 117 m   | 24         | 1973      |
| 25    | Edificio BCV                   | Caracas        | 10° 30′ 30″ N, 66° 54′ 53″ O | 117 m   | 26         | 1965      |
| 26    | Torre CrediCard                | Caracas        | 10° 29′ 32″ N, 66° 52′ 03″ O | 116 m   | 22         | 1998      |
| 27    | Torre del Sur                  | Puerto La Cruz | 10° 13′ 29″ N, 64° 37′ 58″ O | 116 m   | 28         | 1994      |
| 28    | Mezquita Ibrahim Al-lbrahim    | Caracas        | 10° 30′ 07″ N, 66° 53′ 43″ O | 113,5 m | 28         | 1994      |
| 29    | Torre Empresarial              | Valencia       | 10° 11′ 10″ N, 68° 00′ 22″ O | 112 m   | 27         | 1981      |
| 30    | Torre MCT                      | Caracas        | 10° 30′ 12″ N, 66° 54′ 42″ O | 112 m   | 22         | 1994      |
| 31    | Torre Phelps                   | Caracas        | 10° 29′ 52″ N, 66° 53′ 07″ O | 111,9 m | 30         | 1968      |
| 32    | Pórtico del Este I             | Caracas        | 10° 29′ 50″ N, 66° 52′ 49″ O | 110 m   | 30         | 2002      |
| 33    | Pórtico del Este II            | Caracas        | 10° 29′ 50″ N, 66° 52′ 49″ O | 110 m   | 30         | 2002      |
| 34    | Torre Canta Claro Plaza        | Maracay        | 10° 14′ 52″ N, 67° 36′ 21″ O | 110 m   | 28         | 1986      |
| 35    | Torre Domus                    | Caracas        | 10° 29′ 44″ N, 66° 52′ 55″ O | 110 m   | 22         | 1994      |
| 36    | Edificio Normandie             | Caracas        | 10° 30′ 21″ N, 66° 54′ 02″ O | 109 m   | 31         | 2008      |
| 37    | Edificio Banco de Venezuela    | Caracas        | 10° 30′ 16″ N, 66° 54′ 50″ O | 108 m   | 27         | 1984      |
| 38    | Torre Capriles                 | Caracas        | 10° 29′ 51″ N, 66° 53′ 04″ O | 108 m   | 28         | 1969      |
| 39    | Residencias La Castellana I    | Caracas        | 10° 29′ 49″ N, 66° 51′ 07″ O | 108 m   | 28         | 2010      |
| 40    | Residencias La Castellana II   | Caracas        | 10° 29′ 49″ N, 66° 51′ 07″ O | 108 m   | 28         | 2010      |
| 41    | Torre Digitel                  | Caracas        | 10° 29′ 50″ N, 66° 51′ 07″ O | 107 m   | 25         | 2009      |
| 42    | Torre Banesco                  | Caracas        | 10° 29′ 15″ N, 66° 51′ 58″ O | 107 m   | 23         | 2004      |
| 43    | Torre Galería Colón            | Puerto La Cruz | 10° 13′ 21″ N, 64° 38′ 12″ O | 106 m   | 30         | 2001      |
| 44    | Residencias Yutaje I           | Caracas        | 10° 29′ 56″ N, 66° 50′ 03″ O | 105 m   | 31         | 1985      |
| 45    | Residencias Yutaje II          | Caracas        | 10° 29′ 56″ N, 66° 50′ 03″ O | 105 m   | 31         | 1985      |
| 46    | Residencias Yutaje III         | Caracas        | 10° 29′ 56″ N, 66° 50′ 03″ O | 105 m   | 31         | 1985      |
| 47    | Residencias Yutaje IV          | Caracas        | 10° 29′ 56″ N, 66° 50′ 03″ O | 105 m   | 31         | 1985      |
| 48    | Hotel Rasil                    | Puerto La Cruz | 10° 13′ 06″ N, 64° 38′ 26″ O | 105 m   | 25         | 1998      |
| 49    | Residencias Las Palmas         | Caracas        | 10° 29′ 04″ N, 66° 53′ 51″ O | 104 m   | 29         | 1996      |
| 50    | Torre BOD                      | Valencia       | 10° 12′ 42″ N, 68° 00′ 15″ O | 104 m   | 26         | 2004      |
| 51    | Parque Cristal                 | Caracas        | 10° 29′ 52″ N, 66° 50′ 35″ O | 103 m   | 26         | 1977      |
| 52    | Torre Norte CSB                | Caracas        | 10° 30′ 11″ N, 66° 54′ 57″ O | 103 m   | 32         | 1954      |
| 53    | Torre Sur CSB                  | Caracas        | 10° 30′ 09″ N, 66° 54′ 58″ O | 103 m   | 32         | 1954      |
| 54    | Torre Camoruco                 | Valencia       |                              | 101 m   | 27         | 1986      |

## Lista de arranha-céus em construção
| Lugar | Edifício                          | Cidade       | Coordenadas                  | Altura | Pavimentos | Conclusão |
| ----- | --------------------------------- | ------------ | ---------------------------- | ------ | ---------- | --------- |
| 1     | Torre Corporativa IME             | Valencia     | 10° 12′ 31″ N, 67° 57′ 56″ O | 245 m  | 55         | 2016      |
| 2     | Hotel Intercontinental Valencia   | Valencia     | 10° 12′ 31″ N, 67° 57′ 56″ O | 150 m  | 34         | 2016      |
| 3     | Torre CAF                         | Caracas      |                              | 150 m  | 35         | 2015      |
| 4     | Torre DirecTV Paseo la Castellana | Barquisimeto | 10° 04′ 12″ N, 69° 17′ 22″ O | 120m   | 31         | 2015      |
| 5     | Torre Avellino                    | Valencia     | 10° 13′ 03″ N, 68° 00′ 34″ O | 114 m  | 25         | 2016      |